# AC (klasa złożoności)
W złożoności obliczeniowej obwodów logicznych AC jest hierarchią klas złożoności. Każda klasa, ACi, składa się z języków rozpoznawanych przez obwody logiczne z głębokością {\displaystyle O(\log ^{i}n)} oraz wielomianową liczbę bramek o nieskończonym stopniu wejścia AND i OR. 
Nazwę „AC” wybrano analogicznie do NC, przy czym „A” w nazwie oznacza „przemiennie” (alternating) i odnosi się zarówno do naprzemienności bramek AND i OR w obwodach, jak i do naprzemiennych maszyn Turinga. 
Najmniejszą klasą prądu przemiennego jest prąd zmienny <sup id="mwFg">0</sup>, składający się z obwodów logicznych o stałej głębokości i nieskończonym stopniu wejścia. 

 Całkowita hierarchia klas AC jest zdefiniowana jako 

{\displaystyle {\mbox{AC}}=\bigcup _{i\geq 0}{\mbox{AC}}^{i}}

## Związek z NC
Klasy AC są powiązane z klasami NC, które są zdefiniowane podobnie, ale z bramkami mającymi tylko stały stopień wejścia. Dla każdego i mamy   
{\displaystyle {\mbox{NC}}^{i}\subseteq {\mbox{AC}}^{i}\subseteq {\mbox{NC}}^{i+1}}
Bezpośrednią konsekwencją tego jest to, że NC = AC.  
Wiadomo, że włączenie jest ścisłe dla i = 0.  

## Wariacje
Moc klas AC można wpłynąć poprzez dodanie dodatkowych bramek. Jeśli dodamy bramki, które obliczają działanie modulo dla jakiegoś m, mamy klasy ACCi[m].